# Damias peramitatrix
Damias peramitatrix är en fjärilsart som beskrevs av Rothschild 1916. Damias peramitatrix ingår i släktet Damias och familjen björnspinnare. Inga underarter finns listade i Catalogue of Life.